# Бауру (сэндвич)

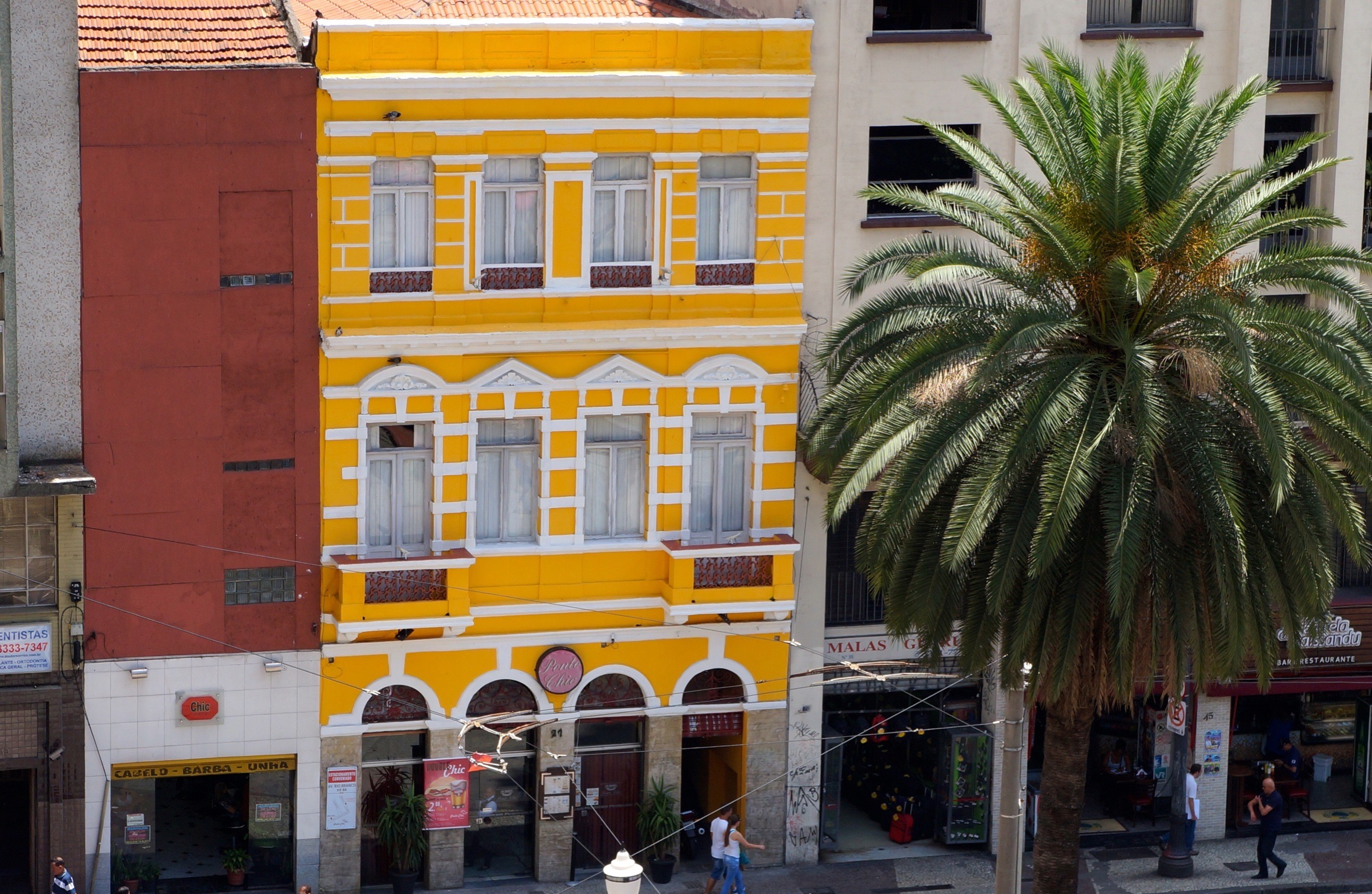
Фасад ресторана Ponto Chic, где был изобретен сэндвич бауру

Бауру (порт. Bauru) — популярный бразильский сэндвич, придуманный будущим бразильским радиоведущим Казимиро Пинту Нето. Сэндвич был впервые создан в 1937 году в ресторане Ponto Chic (расположен в районе Ларго-ду-Пайсанду, в городе Сан-Паулу), вскоре стал популярным и был назван в честь своего создателя, получившего это прозвище в связи с городом, в котором он родился — Бауру.
Казимиро по прозвищу Бауру, который был студентом юридического факультета и часто посещал популярный среди университетской молодёжи Ponto Chic, в 1937 году однажды вечером попросил повара приготовить бутерброд по его рецепту. «Сэндвич бауру» сразу же стал хитом и в конечном итоге стал самым продаваемым блюдом в этом месте.
Традиционный рецепт состоит из сыра (обычно моцарелла), расплавленного на водяной бане, ломтиков ростбифа, помидоров и маринованных огурцов в французской булочке с удалённым мякишем.
Однако многие другие закусочные предлагают бутерброды под названием бауру с различными сочетаниями ингредиентов, например, с нарезанной ветчиной вместо ростбифа или нарезанным хлебом вместо французского хлеба.
Город Бауру в конечном итоге назвал традиционный бауру официальным городским сэндвичем, кодифицировав рецепт в муниципальном законе и учредив официальную программу сертификации.
В декабре 2018 года сэндвич также был объявлен нематериальным наследием штата Сан-Паулу.